# Viaduc de Millau
Das Viadukt von Millau (oder Brücke von Millau), französisch Viaduc de Millau, führt in Südfrankreich die Autoroute A 75 über den Tarn. Es wurde von Michel Virlogeux entworfen und von Norman Foster gestalterisch ausgearbeitet. Es wurde am 14. Dezember 2004 vom damaligen französischen Präsident Jacques Chirac eingeweiht und zwei Tage später in Betrieb genommen. Das Viadukt ist mit 2460 m die längste Schrägseilbrücke der Welt, bei einer maximalen Pfeilerhöhe von 343 m die größte Brücke der Welt, das höchste Bauwerk Frankreichs und die höchste Brücke in Europa. Konzessionär der Autobahnbrücke, die durch eine Brücken-Maut bis 2079 finanziert wird, ist ein Tochterunternehmen des Konzerns Eiffage. 2006 erhielten das Viadukt sowie die verantwortlichen Architekten und Ingenieure den „Outstanding Structure Award“ der International Association for Bridge and Structural Engineering (IABSE).

## Lage
Die Brücke liegt im Zentralmassiv im Verlauf der A75 von Clermont-Ferrand nach Béziers fünf Kilometer westlich der südfranzösischen Stadt Millau zwischen den Ausfahrten Nummer 45 und 46. Die Fahrbahn überspannt in bis zu 270 m Höhe das Tal des Tarn. Für den Urlaubsverkehr war Millau im Tarntal früher ein Engpass, in dem es häufig zu Unfällen und Staus kam.
Aussichtspunkte mit Blick auf das Viadukt gibt es im Streckenverlauf und bei den Orten Brunas / Rastplatz Cazalous, Peyre, St. Martin du Larzac, Luzençon, Beffroi und Soulobres. Auch vom Berg Puncho d’Agast (840 m) ist es zu sehen. 
Die Mautstelle zum Bezahlen der Brückenmaut hat 18 Spuren und liegt vier Kilometer nördlich der Brücke, unmittelbar südlich der Ausfahrt Nummer 45.
Ein Informationszentrum zum Bau und Betrieb der Brücke, ein Verkaufspavillon und ein Restaurant stehen auf dem Rastplatz Aire de Viaduc de Millau. Sie sind sowohl von der A75 als auch von einer Landstraße her zu erreichen.

Konstruktionsvarianten, die von den an der Ausschreibung teilnehmenden Planungsbüros vorgeschlagen wurden.

## Entwurf
Mehr als 20 Jahre vergingen mit der Planung verschiedener Streckenführungen, der Sondierung des Terrains und der Ausarbeitung von Entwürfen. Das technische Konzept und der endgültige Entwurf der Brücke stammen vom französischen Bauingenieur Michel Virlogeux; die daraus abgeleitete architektonische Gestaltung der Brücke geht auf den Briten Norman Foster zurück. Eine Jury entschied sich im Sommer 1996 aus fünf Entwürfen für deren Projekt mit sieben Schrägseilpylonen über dem Fahrbahndeck. Die Fortschreibung des Entwurfs bis 1998 führte zu zwei Varianten, eine mit Fahrbahndeck und Pylon in Beton und eine alternativ in Stahl.

## Umsetzung
Im Herbst 2001 wurde die französische Firmengruppe Eiffage als Konzessionär mit der bautechnischen Umsetzung beauftragt. Die Eiffage hatte als einzige auch die Variante mit Überbau und Pylon in Stahl angeboten. Sie gründete für das Projekt die Firma Compagnie Eiffage du Viaduc de Millau (CEVM). Das Unternehmen trug die Kosten des Brückenbaus von rund 400 Millionen Euro und erhielt dafür über 75 Jahre die Mautkonzession für die Brückenüberfahrt zugestanden. Danach geht das Bauwerk in Staatsbesitz über. Die Firma ist bis dahin auch für den Unterhalt der Brücke zuständig.
Die Arbeiten zum Brückenschlag wurden im Oktober 2001 begonnen; am 14. Dezember 2001 wurde der Grundstein gelegt. Im Dezember 2003 waren die Widerlager, die sieben Stahlbetonpfeiler sowie teilweise die Hilfsstützen fertiggestellt. Am 28. Mai 2004 folgte der Brückenschluss zwischen den beiden Überbauten. Danach wurden die Pylone aufgesetzt, die Schrägseile montiert, der Belag aufgetragen und die Brücke unter anderem mit einem Schwerlasttest abgenommen. Damit blieben die Bauarbeiten innerhalb des vertraglich festgesetzten Zeitlimits von vier Jahren, dessen Überschreitung bis zu 30.000 Euro Vertragsstrafe pro Tag gekostet hätten. Erreicht wurde dies unter anderem durch den gleichzeitigen Bau aller Stahlbetonpfeiler, die parallele Fertigung der Fahrbahnhohlkästen und Pylone in Fabriken sowie den Vorschub der Hohlkästen von beiden Hangseiten her. Außerdem kamen Kletterschalungen zum Einsatz, die mittels hydraulischer Systeme sich eigenständig nach oben versetzten.

## Technische Daten

Querschnitt des Fahrbahnträgers mit Mittelstreifen sowie jeweils zwei Fahrspuren, Standspur und Fußgängerweg in beiden Richtungen

Die Autobahntrasse weist im Bereich der Brücke in Längsrichtung eine Gradiente von 3 % Steigung von Norden nach Süden auf und besitzt im Grundriss einen Krümmungsradius von 20.000 m. Die Kurve soll den Nutzern eine bessere Sicht auf das Bauwerk erlauben. Die beiden Richtungsfahrbahnen besitzen je zwei Fahrstreifen mit 3,5 m Breite und einen 3 m breiten Standstreifen. Gesichert sind sie durch Leitplanken, Notrufsäulen, Feuerlöscher, eine optische Rund-um-die-Uhr-Überwachung, Patrouillen und 3,2 m hohe windabweisende Schutzscheiben.

### Konstruktion
Die Brücke ist 2460 m lang und hat Stützweiten von 204 m bei den zwei Endfeldern sowie 342 m bei den sechs Innenfeldern. Der 32 m breite, maximal 4,2 m hohe, rautenförmige Fahrbahnträger liegt in einer Höhe von bis zu 270 m über dem Tarn.
Der Querschnitt besteht aus einem Stahlhohlkasten mit orthotroper Fahrbahn. Zum Bau der Fahrbahnkonstruktion wurde spezielles Stahlgrobblech, darunter auch hochfester Feinkornbaustahl DI-MC 460, verwendet, das von der Dillinger Hütte im Saarland gefertigt wurde.
Mit einer Höhe von bis zu 245 m waren die Stahlbetonpfeiler der Brücke die bis dahin höchsten Brückenpfeiler der Welt. Die hohlen Stahlbetonpfeiler haben einen stetig wechselnden Querschnitt. Sie teilen sich 90 m unterhalb der Fahrbahnkonstruktion y-förmig und sind in diesem Abschnitt vertikal vorgespannt. Ihre mit 200 m² beginnende Grundfläche verjüngt sich so auf zweimal 30 m². In Längsrichtung der Brücke weisen die geteilten Pfeiler am Kopf eine Länge von insgesamt 16 m auf, die nach unten auf maximal 17 m anwächst. Die Breite in Brückenquerrichtung variiert zwischen 10 m an der Spitze und 27 m am Fuß des höchsten Pfeilers. In den Stahlbetonpfeilern wurden 53.000 m³ Beton verbaut. Insgesamt wurden 206.000 Tonnen Beton benötigt. Die Schalungstechnik der Pfeiler stammte von der Peri GmbH.
Auf den Pfeilern stehen mittig 98 m hohe und 700 Tonnen schwere Stahlpylone, an denen die Fahrbahn mit fächerförmigen, in einer Ebene angeordneten Schrägseilen aufgehängt ist. Die Konstruktion weist nur ein Zehntel des Gewichts einer vergleichbaren Betonkonstruktion auf. Jedes der 342 m langen Stahlsegmente hat eine Masse von ungefähr 5000 Tonnen. Insgesamt hat der Stahl des Überbaus eine Masse von 36.000 Tonnen. Der später aufgetragene 7 cm dicke Fahrbahnbelag besteht aus 9000 Tonnen Asphalt.
Wegen ihrer exponierten Lage in der Hauptwindrichtung ist die Brücke für Windlasten bis zu einer Geschwindigkeit von 205 km/h ausgelegt. Die Querschnittsgeometrien des Überbaus und der achteckigen Pylone wurden in Windkanalversuchen aerodynamisch optimiert. Der Nachgiebigkeit der Pfeiler gegenüber Längsverformungen des Überbaus dient die y-förmige Teilung der Pfeiler 90 m unterhalb der Fahrbahn.
Die Fläche unterhalb der Fahrbahntrasse wurde nach Art einer gewölbten Flugzeugtragfläche geformt, um so die Effekte der Windströmung ausnutzen zu können. Eine durchgehende Wölbung unterhalb der Fahrbahn erzeugt einen Abtrieb oder Anpressdruck von oben herab auf die Fahrbahn, da der Wind nun unterhalb der Tragfläche beschleunigt. Dieses aerodynamische Prinzip wurde erstmals an der walisischen Hängebrücke Severn Bridge von Bauingenieur Gilbert Roberts und seinem Team angewandt.

Querschnitt der Brückenpfeiler aus Stahlbeton
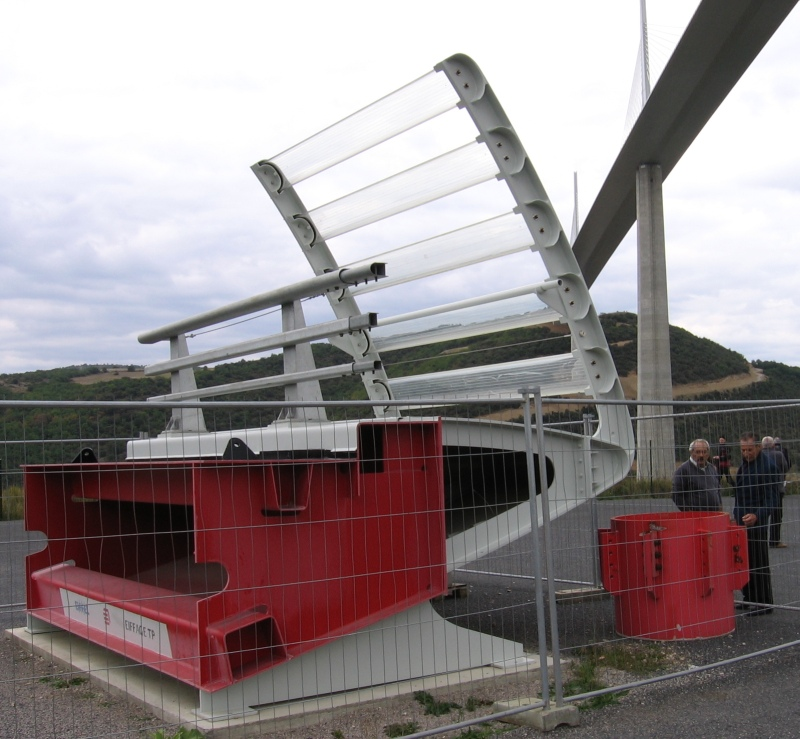
Segment aus dem Randbereich des Fahrbahnträgers
Querschnitte und Ansicht der Pylone über der Fahrbahn
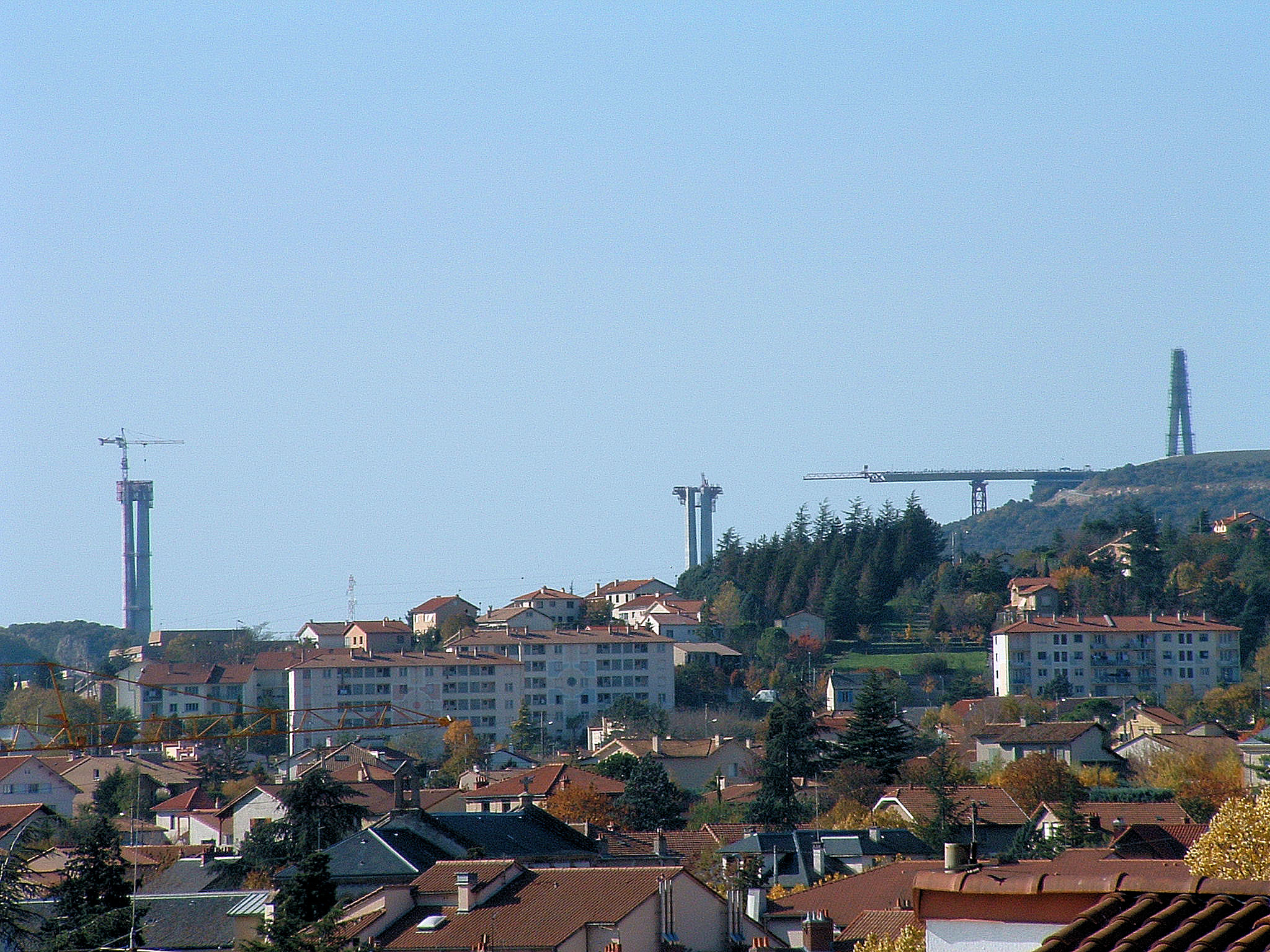
Die Fahrbahnträger werden von Norden her eingeschoben
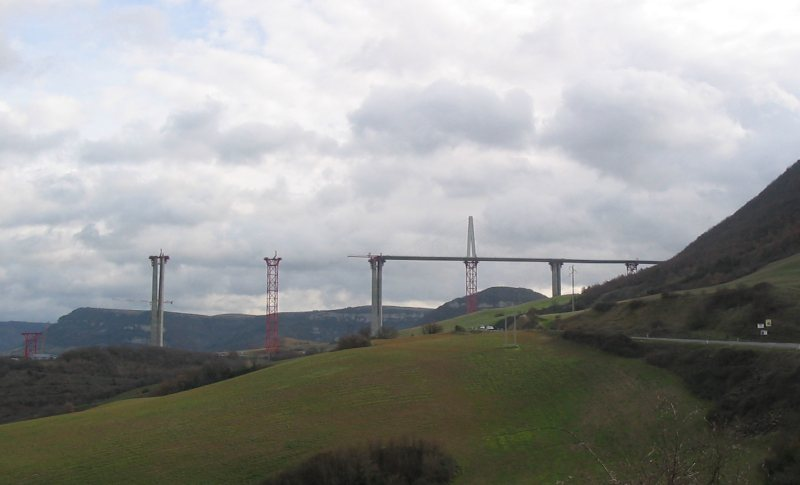
Nördlicher Bauabschnitt

### Montage

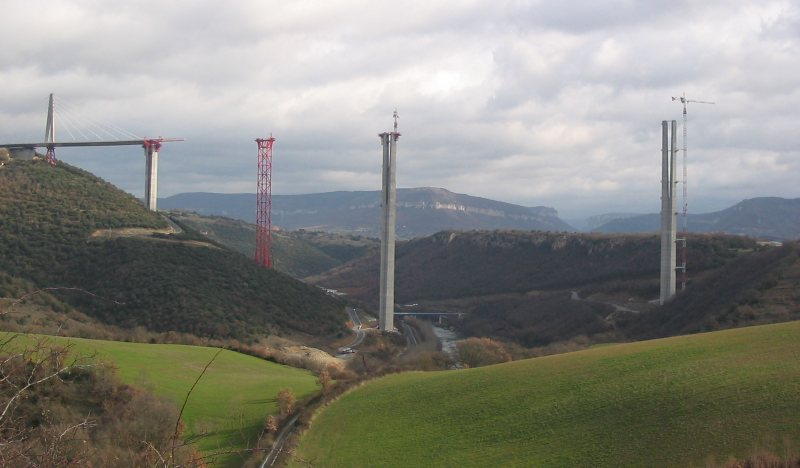
Südlicher Bauabschnitt, Anfang 2004

Der Überbau des Viadukts wurde aus Stahl hergestellt, der bezüglich Gewicht und Montage Vorteile gegenüber Beton aufwies. Mit Hilfe von bis zu 175 m hohen Hilfsstützen mit einer quadratischen Kantenlänge von 12 m, welche die Spannweiten während der Montage halbierten, wurde der Fahrbahnträger von beiden Widerlagern aus im Taktschiebeverfahren in Einheiten von 171 m Länge eingeschoben. Dabei kragte der Überbau der Brücke mit einem Vorbauschnabel von 59 m Länge bis zu 112 m aus. Zur Stabilisierung wurde, 171 m nach der Fahrbahnträgerspitze, ein Pylon mit Verseilung montiert und mit eingeschoben. Für den Verschub war an allen Auflagerpunkten eine Einrichtung installiert, die mit zwei gegenläufigen Keilen die Brücke anhob und in 4 Minuten um 600 mm pro Bewegung vorschob. Die Gleitfläche zwischen den Keilen war mit dem Gleitmittel PTFE bzw. „Teflon“ beschichtet.
Nach dem Brückenschluss wurden die weiteren fünf etwa 700 Tonnen schweren Pylone auf dem Überbau liegend zu den Pfeilern transportiert und mittels einer Kippung aufgerichtet. Es folgte das Spannen der jeweils elf Seile pro Pylonseite, anschließend konnten die Hilfsstützen zurückgebaut werden.
Durch das Verfahren konnten die Bauarbeiter über 95 % ihrer Arbeitszeit zu ebener Erde verbringen und die Unfallrisiken wesentlich reduziert werden.

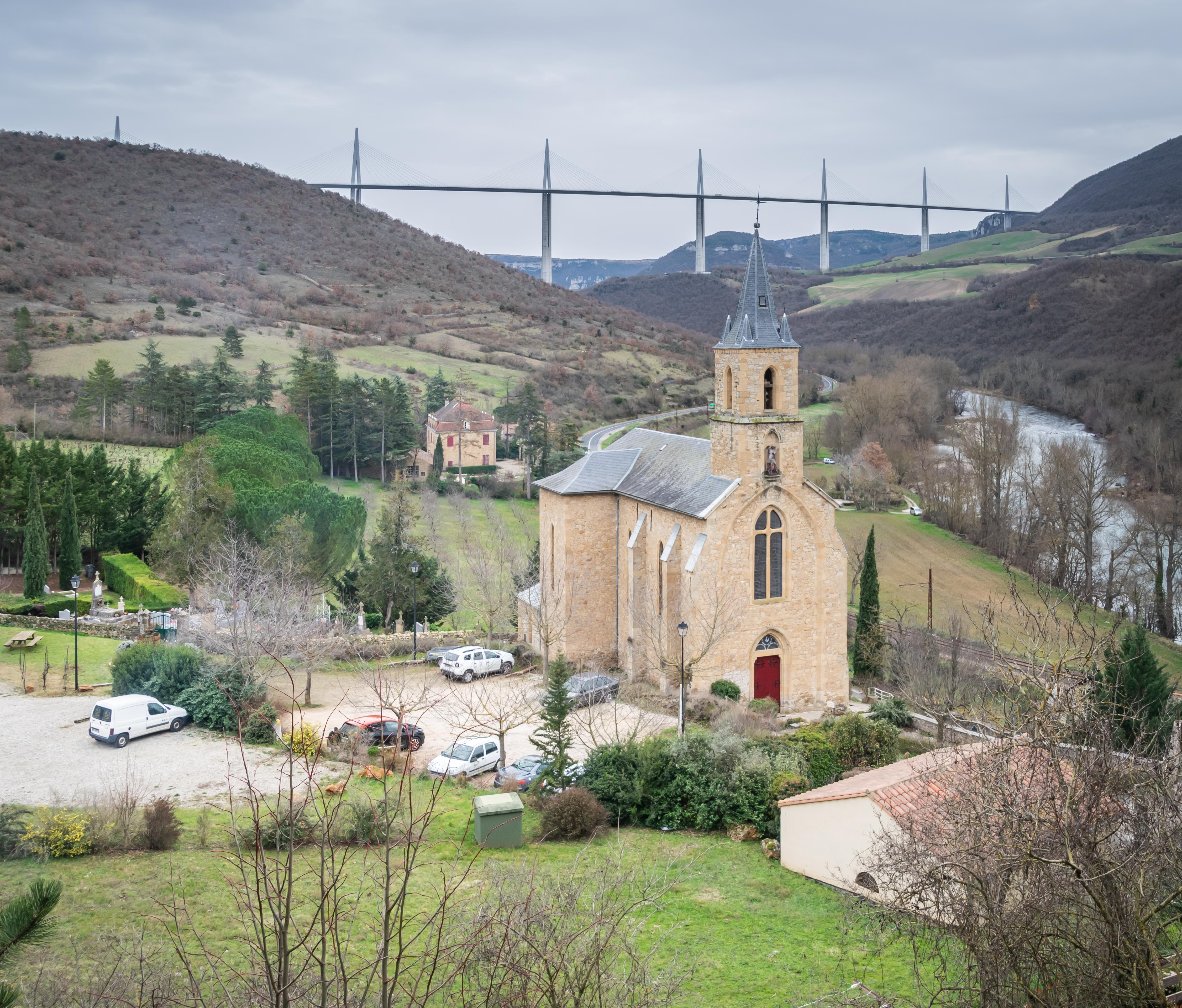
Die Brücke mit der Kirche Saint Christophe in Peyre im Vordergrund

## Kosten, Bedeutung für die Region und den überregionalen Verkehr
Bauherr war die Compagnie Eiffage du Viaduc de Millau. Die Kosten des Bauwerks, für das 2,2 Millionen Arbeitsstunden erforderlich waren, betrugen ungefähr 400 Millionen Euro (geplant waren rund 350 Millionen Euro). Im Gegensatz zu den sonst in Frankreich üblichen Autobahngebühren wurde bei der A75 darauf verzichtet, da durch den Lückenschluss ein wirtschaftlicher Impuls für das strukturschwache Gebiet erwartet wurde. Einzig für die Passage des Viadukts wird – je nach Saison – eine Maut von wenigstens 10 EUR pro Überfahrt (Pkw) erhoben.

## Rastplatz Brocuéjouls

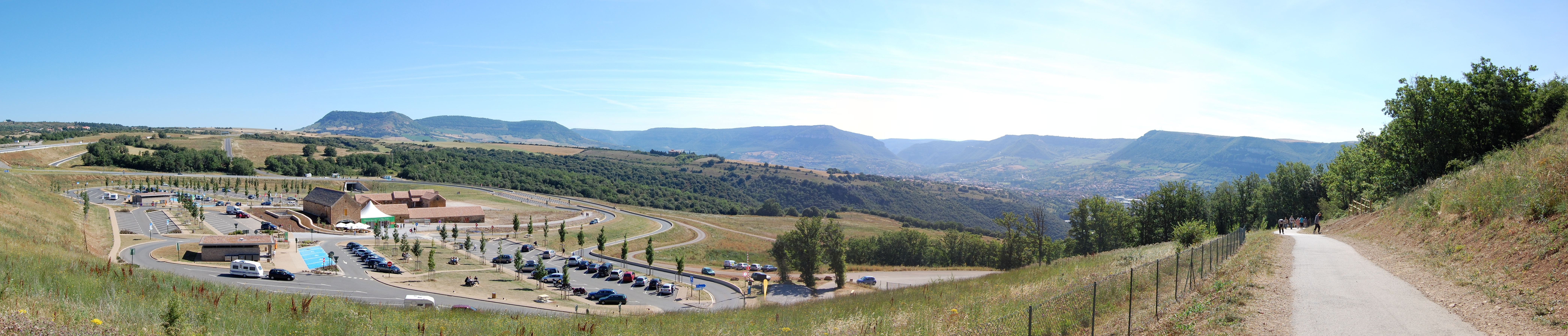
Rastplatz Brocuéjouls

Am nördlichen Ende der Brücke befindet sich der Rastplatz Brocuéjouls an der A 75, der am 30. Juni 2006 eröffnet wurde. Die Baukosten beliefen sich auf insgesamt 5,8 Millionen Euro.
Ein früherer Bauernhof auf dem Gelände wurde saniert, erweitert und mit Parkplätzen umgeben. 2016 wurde die Anlage um das Brücken-Informationszentrum erweitert. Alle Einrichtungen sind entweder von der Südrichtung der A 75, der Nordrichtung oder der Landstraße her erreichbar (getrennte Straßen und Parkplätze). Ein nahegelegener Aussichtspunkt bietet einen Panoramablick auf das Viadukt.

## Trivia
Die Siegtalbrücke der A 45 in Siegen soll ab 2027 als Schrägseilbrücke neu errichtet werden. Der bisherige Entwurf orientiert sich dabei stark am Viaduc de Millau. Geplant ist eine Länge von ca. 1000 Metern und einer Pfeilerhöhe von ca. 100 Metern. Der Krümmungsradius beträgt 1400 m. Es werden sechs Pfeiler gebaut.
Das Viaduc de Millau überspannt die als Freileitung ausgeführte 63 kV-Hochspannungsleitung Lauras - Millau.

## Filme
- Geniale Technik – Die Millau-Brücke. (OT: Millau Viaduct.) Dokumentarfilm, Großbritannien, 2015, 46:51 Min., Buch und Regie: Tim Williams und Tom Weller, Produktion: Science Channel U.S., Reihe: Geniale Technik, (OT: Impossible Engineering), deutsche Erstausstrahlung: 18. Februar 2016 bei n-tv, Inhaltsangabe von n-tv, Filmausschnitte von Science Channel (englisch). Chefingenieur Virlogeux erläutert vor Ort die Eigenschaften und Baumethoden dieses Brückenbaus; mit vielen Archivaufnahmen.

- Xenius – Wie werden gigantische Brücken gebaut? Wissenssendung, Deutschland, Frankreich, 2015, 26:12 Min., Buch: Christine Voges, Regie: Angela Volkner, Moderation: Emilie Langlade, Adrian Pflug, Produktion: AVE, ZDF, Arte, Reihe: Xenius, Erstsendung: 11. September 2015 bei arte, Inhaltsangabe von ARD, online-Video.

- Die größten Projekte der Welt. Hoch über Millau – Der Superviadukt. (OT: Millau Viaduct.) Dokumentarfilm, USA, 2004, 50:16 Min., Buch: Megan Reilly, Regie: Chris Schmidt, Produktion: Discovery Channel, Reihe: Die größten Projekte der Welt (OT: Build It Bigger), Erstsendung: 12. Oktober 2004 bei Discovery Channel, Inhaltsangabe von wunschliste.de, online-Video.